# Almadina
Almadina is een gemeente in de Braziliaanse deelstaat Bahia. De gemeente telt 6.621 inwoners (schatting 2009).